# Marlayne
Marlayne, właśc. Marleen van den Broek (ur. 1 lipca 1971 w Baarn) – holenderska piosenkarka i prezenterka. Reprezentantka Holandii podczas Konkursu Piosenki Eurowizji w 1999 roku.

## Początki kariery
Marlayne początkowo pracowała głównie jako wokalistka w podkładach muzycznych dla René Froger.

## Występ na Eurowizji

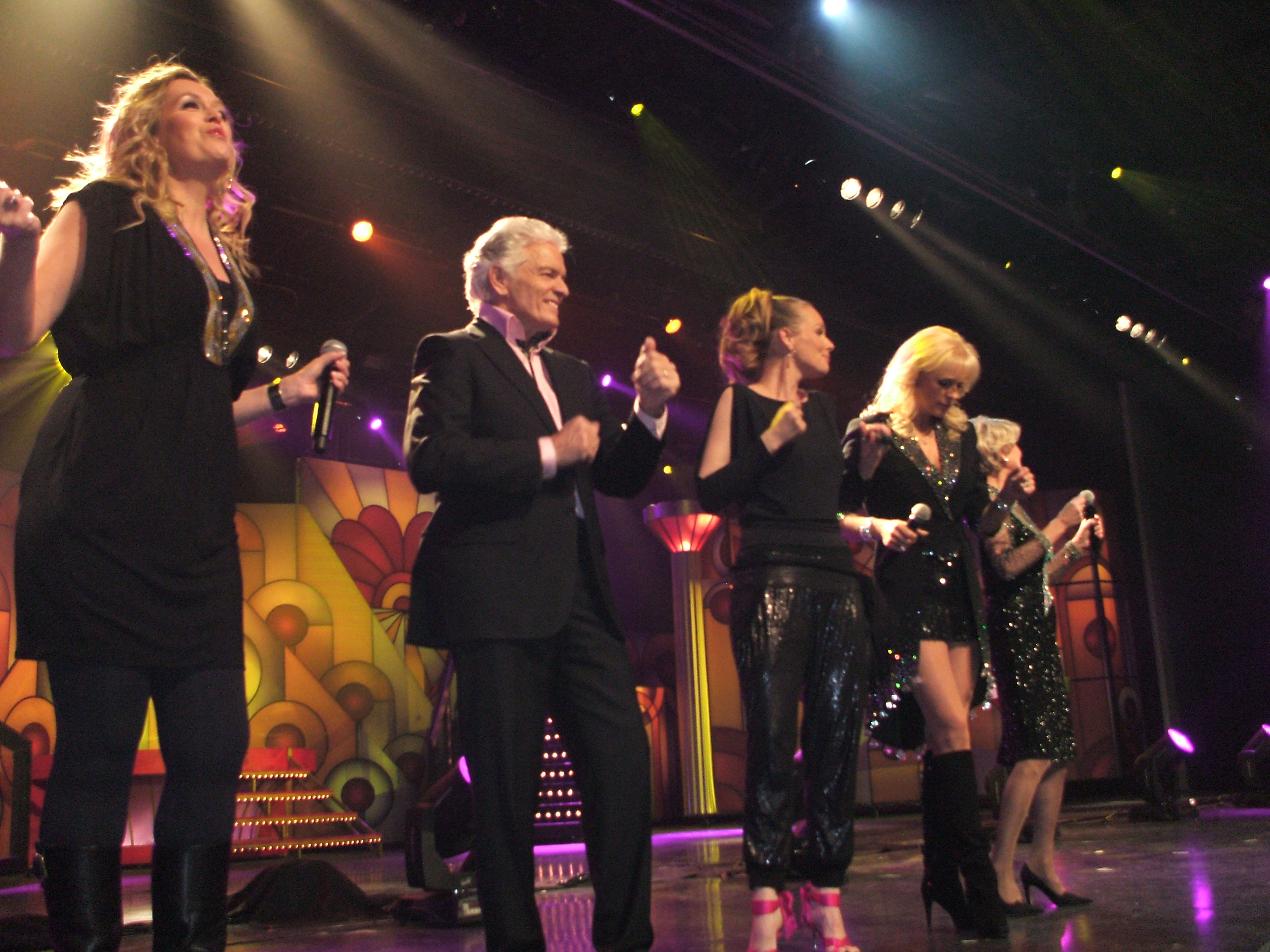
Marlayne podczas krajowych eliminacji do Konkursu Piosenki Eurowizji (druga od prawej)

W 1999 roku jej utwór „One Good Reason” został wybrany przez jury spośród dziesięciu konkurentów na holenderskiego reprezentanta w 44. Konkursie Piosenki Eurowizji, który odbył się 29 maja w Jerozolimie. Piosenka „One Good Reason” była pierwszą holenderską piosenką napisaną w języku angielskim od 1979 (w 1999 r. zniesiono nakaz śpiewania w języku narodowym).
Podczas konkursu wystąpiła jako jedenasta, a jej piosenka „One Good Reason” była uznawana za jedną z faworytów. Ostatecznie zajęła jednak 8. miejsce (ex aequo z Danią), zdobywając 71 punktów.
Marlayne nadal angażowała się w Eurowizję. Podczas konkursów w 2000, 2001 i 2003 ogłaszała holenderskie głosy.

## Późniejsza kariera
Marlayne wydała swój pierwszy, i do tej pory jedyny album „Meant to Be” w 2001 roku. W 2003 roku została prezenterką wiadomości i wydarzeń bieżących programu Hart van Nederland na kanale SBS 6. Prowadziła również kilka programów rozrywkowych, w tym De Nieuwe Uri Geller.

## Życie osobiste
Marlayne została żoną perkusisty Danny'ego Sahupali w 1998 roku. 2 lipca 2009 roku urodziła swoją pierwszą córeczkę.

## Dyskografia

### Single
- 1999 - „Ik kan het niet alleen” (duet z Gordonem Heuckerothem)
- 1999 - „One Good Reason”
- 2000 - „I Don't O U Anything”
- 2001 - „I Quit”
- 2001 - „Water for Wine”

### Albumy
- 2001 - „Meant to Be”